# Michael Jamieson
Michael Jamieson (Glasgow, 5 agosto 1988) è un ex nuotatore britannico.
Ha vinto la medaglia d'argento nei 200 m rana alle Olimpiadi di Londra 2012.

## Palmarès
- Olimpiadi

Londra 2012: argento nei 200m rana.
- Mondiali in vasca corta

Istanbul 2012: argento nei 200m rana.
- Europei in vasca corta

Stettino 2011: bronzo nei 200m rana.
Herning 2013: argento nei 200m rana.
- Giochi del Commonwealth

Delhi 2010: argento nei 200m rana.
Glasgow 2014: argento nei 200m rana.